# The Sims: Makin' Magic
The Sims: Makin' Magic är det sjunde och sista expansionspaketet av datorspelet The Sims. Släpptes den 28 oktober 2003.
I Makin' Magic får simmarna magiska krafter och kan bli häxor eller trollkarlar. Med hjälp av trollformler, magiska brygder och mystiska amuletter kan simmarna inte bara kringgå de tråkiga, vardagliga sysslorna, utan även försköna dem med diverse besvärjelser. Utåt sett är det en mer färgsprakande expansion som kanske därför främst tilltalar de lite yngre fansen. Det följer med en hel del nya möbler och saker när man köper Makin Magic, bland annat kistor med skelett och otäcka clowner som används för att åka berg- och dalbana. På grund av dessa möbler och möjligheten att bli häxor och trollkarlar kan man säga att Makin Magic är ett slags Halloweenpaket.